# Georges Mansart
Georges Mansart (* 1942) ist ein französischer Schauspieler.
Nach einer kleinen Rolle in Die Katze verkörperte Georges Mansart 1974 die Rolle des Aramis in André Hunebelles Filmen Wir viere sind die Musketiere und Hilfe, mein Degen klemmt. Seine wichtigste Rolle war die des Patrice in Sérieux comme le plaisir von Robert Benayoun, in dem er gemeinsam mit Jane Birkin und Richard Leduc über eine bisexuelle Liebe zwischen zwei jungen Männern und einer Frau spielte. Er spielte danach in Der letzte romantische Liebhaber und 1976 als Claude eine Hauptrolle in Emilia... parada y fonda 1976 an der Seite von Ana Belén und Francisco Rabal. Seine letzte Rolle war die des Gérard in Tapage nocturne im Jahr 1979 von Catherine Breillat mit Joe Dallesandro, Dominique Laffin und Marie-Hélène Breillat. Im Fernsehen spielte er unter anderem in La Corde nach Patrick Hamiltons "Rope" in Au théâtre ce soir.

## Filmografie

### Kino
- 1971: Die Katze
- 1971: Au théâtre ce soir: "La corde"
- 1972: Libération surveillée (Fernsehfilm)
- 1974: Die tollen Charlots: Wir viere sind die Musketiere (Les quatre Charlots mousquetaires)
- 1974: Hilfe, mein Degen klemmt (Les Charlots en folie: À nous quatre Cardinal!)
- 1975: Sérieux comme le plaisir
- 1976: Emilia... parada y fonda
- 1978: Der letzte romantische Liebhaber
- 1978: Désiré Lafarge Episode: 35 mm Farbe für Désiré Lafarge
- 1979: Ciao, les mecs
- 1979: Tapage nocturne